# 謝爾蓋·澤尼約夫
謝爾蓋·澤尼約夫（1989年4月20日—）是一位愛沙尼亞足球運動員，他是俄羅斯裔愛沙尼亞人。在場上的位置是前鋒。他現在效力於愛沙尼亞足球甲級聯賽球隊弗罗拉足球俱乐部。他也代表愛沙尼亞國家足球隊參加比賽。